# Antoine Henri Armand Jules Élisabeth de Latour-Foissac
Pour les articles homonymes, voir Latour.
Antoine Henri Armand Jules Élisabeth Latour-Foissac, né le 3 février 1782 à Molsheim (Bas-Rhin), mort le 25 mars 1855 à Rouge-Maison (Aisne), est un général français de la Révolution et de l’Empire.
Il est le fils du général François Philippe de Latour-Foissac (1750-1804).

## États de service
Il entre en service le 16 novembre 1795 comme cavalier au 21e régiment de chasseurs, il passe sous-lieutenant le 9 février 1796 au 9e régiment de hussards. Il devient lieutenant le 21 février 1797, et le lendemain il prend la fonction d’aide de camp de son père. Il est nommé capitaine le 28 août 1798, puis il est affecté à l’armée d’Italie. Il est fait prisonnier après la capitulation de Mantoue en juin 1799.
Il est remis en liberté le 11 mai 1800, et le 13 novembre 1801 il est affecté comme aide de camp du général Meyer. Il est réformé le 10 mars 1803.
Il est rappelé à l’activité le 21 janvier 1805 à la Grande Armée, et le 25 octobre suivant il devient aide de camp du Maréchal Berthier, à l’état-major général de l’armée. Le 5 mai 1806 il est affecté au 7e régiment de chasseurs à cheval et il est fait chevalier de la Légion d’honneur le 1er octobre 1807.
Le 28 octobre 1808 il est promu chef d’escadron au 14e régiment de chasseurs à cheval, et il participe à la campagne d’Autriche. Il est blessé à la Bataille d'Eckmühl le 22 avril 1809 et à la bataille de Wagram le 6 juillet 1809.
Il est nommé major le 10 novembre 1810 et de 1810 à 1812 il participe à la guerre en Espagne au sein de l’armée du Portugal.
Il est élevé au grade de colonel le 28 janvier 1813, et le 26 février suivant il prend le commandement du 16e régiment de chasseur à cheval. Il est fait officier de la Légion d’honneur le 4 décembre 1813.
Il est promu général de brigade le 15 mars 1814, commandant la 1re brigade du 1er corps de cavalerie.
Lors de la première Restauration, il est affecté comme lieutenant de la Garde royale dans la compagnie de Raguse, et le roi Louis XVIII le fait chevalier de Saint-Louis le 1er juillet 1814, puis commandeur de la légion d’honneur le 10 août suivant.
Le 11 juillet 1815, il prend le commandement du département de la Gironde, et le 9 septembre il est chef d’état-major de la 2e division de la Garde royale. Il est créé baron le 2 mars 1816, et vicomte le 16 juin 1818. Le 25 février 1818 il prend le commandement de l’École de cavalerie de Saumur. 
En 1823 il participe à la campagne en Espagne à la tête de la 2e brigade de la division de cavalerie de la garde. Il est nommé grand officier de la Légion d’honneur le 26 juin 1823 et général de division le 8 août suivant.
Il meurt le 25 mars 1855, à Vailly-sur-Aisne.
Son nom est gravé sous l’arc de triomphe de l’Étoile, 19e colonne.

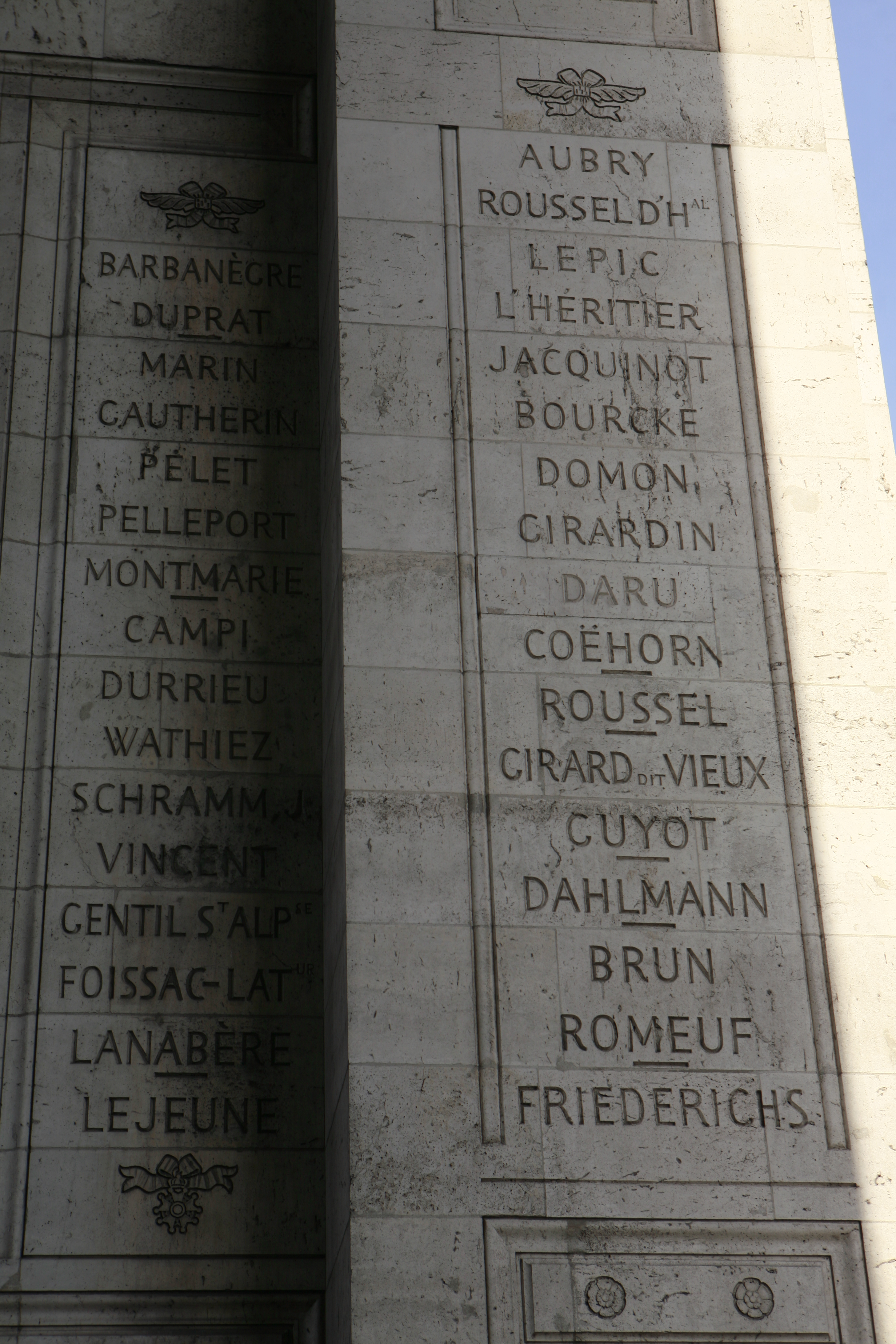
Noms gravés sous l'arc de triomphe de l'Étoile : pilier Est, 19e et.

## Sources
- (en) « Generals Who Served in the French Army during the Period 1789 - 1814: Eberle to Exelmans »
- Thierry Pouliquen, « Les généraux français et étrangers ayant servis [sic] dans la Grande Armée » (consulté le 19 mars 2014)
- « Cote LH/989/19 », base Léonore, ministère français de la Culture
- (pl) « Napoléon.org.pl »
- Georges Six, Dictionnaire biographique des généraux & amiraux français de la Révolution et de l'Empire (1792-1814) Paris : Librairie G. Saffroy, 1934, 2 vol.